# Brachydesmus novaki
Brachydesmus novaki är en mångfotingart som beskrevs av Mrsic 1988. Brachydesmus novaki ingår i släktet Brachydesmus och familjen plattdubbelfotingar. Inga underarter finns listade i Catalogue of Life.